# Iluminamento
Iluminamento, intensidade de iluminação ou iluminância é uma grandeza de luminosidade, representada pela letra E, que faz a relação entre o fluxo luminoso que incide na direção perpendicular a uma superfície e a sua área.

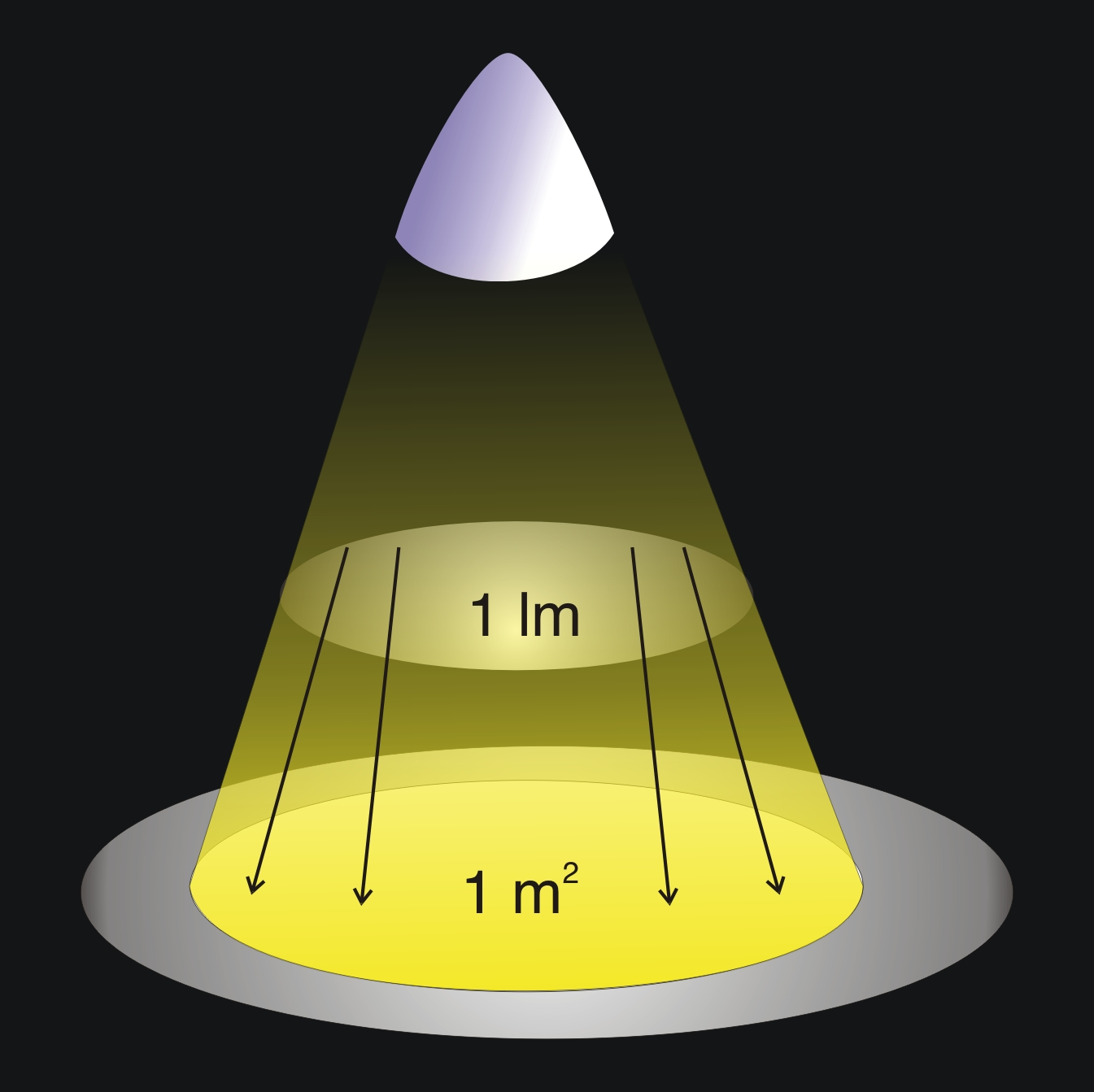
o fluxo luminoso de um lumen incidindo sobre uma área de um metro quadrado produz o iluminamento de um lux.

Na prática, é a quantidade de luz dentro de um ambiente. Da mesma forma que o fluxo luminoso, não é distribuído uniformemente, de maneira que ao ser medida, não terá o mesmo valor em todos os pontos da área em questão.
Sua unidade de medida é o lux (lx). Para medi-la, usa-se um aparelho denominado luxímetro.
A Associação Brasileira de Normas Técnicas (ABNT) descreve iluminância como sendo o "limite da razão do fluxo luminoso recebido pela superfície em torno de um ponto considerado, para a área da superfície quando esta tende para o zero."